# ISO 3166-2:ML
ISO 3166-2:ML es la entrada para Malí en ISO 3166-2, parte de los códigos de normalización ISO 3166 publicados por la Organización Internacional de Normalización (ISO), que define los códigos para los nombres de las principales subdivisiones (p.ej., provincias o estados) de todos los países codificados en ISO 3166-1.
En la actualidad, para Malí los códigos ISO 3166-2 se definen para 1 distrito y 10 regiones. Bamako es la capital del país y tiene un estatus especial, equiparable al de las regiones.
Cada código consta de dos partes, separadas por un guion. La primera parte es ML, el código ISO 3166-1 alfa-2 para Malí. La segunda parte tiene, según el caso:
- tres letras: distrito
- una cifra (1–8): regiones

Los códigos para las regiones se asignan aproximadamente de oeste a este.

## Códigos actuales
Los nombres de las subdivisiones se ordenan según el estándar ISO 3166-2 publicado por la Agencia de Mantenimiento ISO 3166 (ISO 3166/MA).
Pulsa sobre el botón en la cabecera para ordenar cada columna.
| Código | Nombre de la subdivisión (fr)                             | Nombre de la subdivisión (es)                            | Categoría de la subdivisión |
| ------ | --------------------------------------------------------- | -------------------------------------------------------- | --------------------------- |
| ML-BKO | Bamako                                                    | Bamako                                                   | distrito                    |
| ML-7   | Gao                                                       | Gao                                                      | región                      |
| ML-1   | Kayes                                                     | Kayes                                                    | región                      |
| ML-8   | Kidal                                                     | Kidal                                                    | región                      |
| ML-2   | Koulikoro                                                 | Kulikoró                                                 | región                      |
| ML-9   | Ménaka                                                    | Menaka                                                   | región                      |
| ML-5   | Mopti                                                     | Mopti                                                    | región                      |
| ML-4   | Ségou                                                     | Segú                                                     | región                      |
| ML-3   | Sikasso                                                   | Sikasso                                                  | región                      |
| ML-10  | Taoudénit (las variantes locales son Taoudenni, Taoudéni) | Taudenit (las variantes locales son Taoudenni, Taoudéni) | región                      |
| ML-6   | Tombouctou                                                | Tombuctú                                                 | región                      |